# Smittina oblita
Smittina oblita är en mossdjursart som beskrevs av Lopez Gappa 2002. Smittina oblita ingår i släktet Smittina och familjen Smittinidae. Inga underarter finns listade i Catalogue of Life.